# У Філадельфії завжди сонячно
«У Філаде́льфії завжди́ со́нячно» (англ. It's Always Sunny in Philadelphia) — американський ситком, що дебютував на каналі FX 4 серпня 2005 і перейшов на кабельний FXX, починаючи з дев'ятого сезону у 2013 році. Автор ідеї — Роб Мак-Елгенні, що є співрозробником разом із Ґленном Говертоном. Виконавчими продюсерами та авторами сценарію головно були Мак-Елгенні, Говертон і Чарлі Дей — усі також актори головних ролей поряд із Кейтлін Олсон і Денні ДеВіто. Сюжет розгортається довкола «банди» (англ. The Gang) — групи друзів, що є власниками ірландського бару «Педді'с паб» у Південній Філадельфії.
1 квітня 2016 року серіал було продовжено на 13-й і 14-й сезони, що зрівняло його з «Пригодами Оззі та Гаррієт» як найдовші за кількістю сезонів ситкоми в американській історії телебачення. 14-й сезон вийшов 25 вересня — 20 листопада 2019 року; на 2021 рік запланований показ 15-го сезону.

## Сезони
| Сезон | Епізоди | Епізоди | Оригінальний показ | Оригінальний показ |
| Сезон | Епізоди | Епізоди | Перший показ       | Останній показ     |
| ----- | ------- | ------- | ------------------ | ------------------ |
| 1     | 7       | 7       | 4 серпня 2005      | 15 вересня 2005    |
| 2     | 10      | 10      | 29 червня 2006     | 17 серпня 2006     |
| 3     | 15      | 15      | 13 вересня 2007    | 15 листопада 2007  |
| 4     | 13      | 13      | 18 вересня 2008    | 20 листопада 2008  |
| 5     | 12      | 12      | 17 вересня 2009    | 10 грудня 2009     |
| 6     | 14      | 14      | 16 вересня 2010    | 16 грудня 2010     |
| 7     | 13      | 13      | 15 вересня 2011    | 15 грудня 2011     |
| 8     | 10      | 10      | 11 жовтня 2012     | 20 грудня 2012     |
| 9     | 10      | 10      | 4 вересня 2013     | 6 листопада 2013   |
| 10    | 10      | 10      | 14 січня 2015      | 18 березня 2015    |
| 11    | 10      | 10      | 6 січня 2016       | 9 березня 2016     |
| 12    | 10      | 10      | 4 січня 2017       | 8 березня 2017     |
| 13    | 10      | 10      | 5 вересня 2018     | 7 листопада 2018   |
| 14    | 10      | 10      | 25 вересня 2019    | 20 листопада 2019  |